# 라 페니체

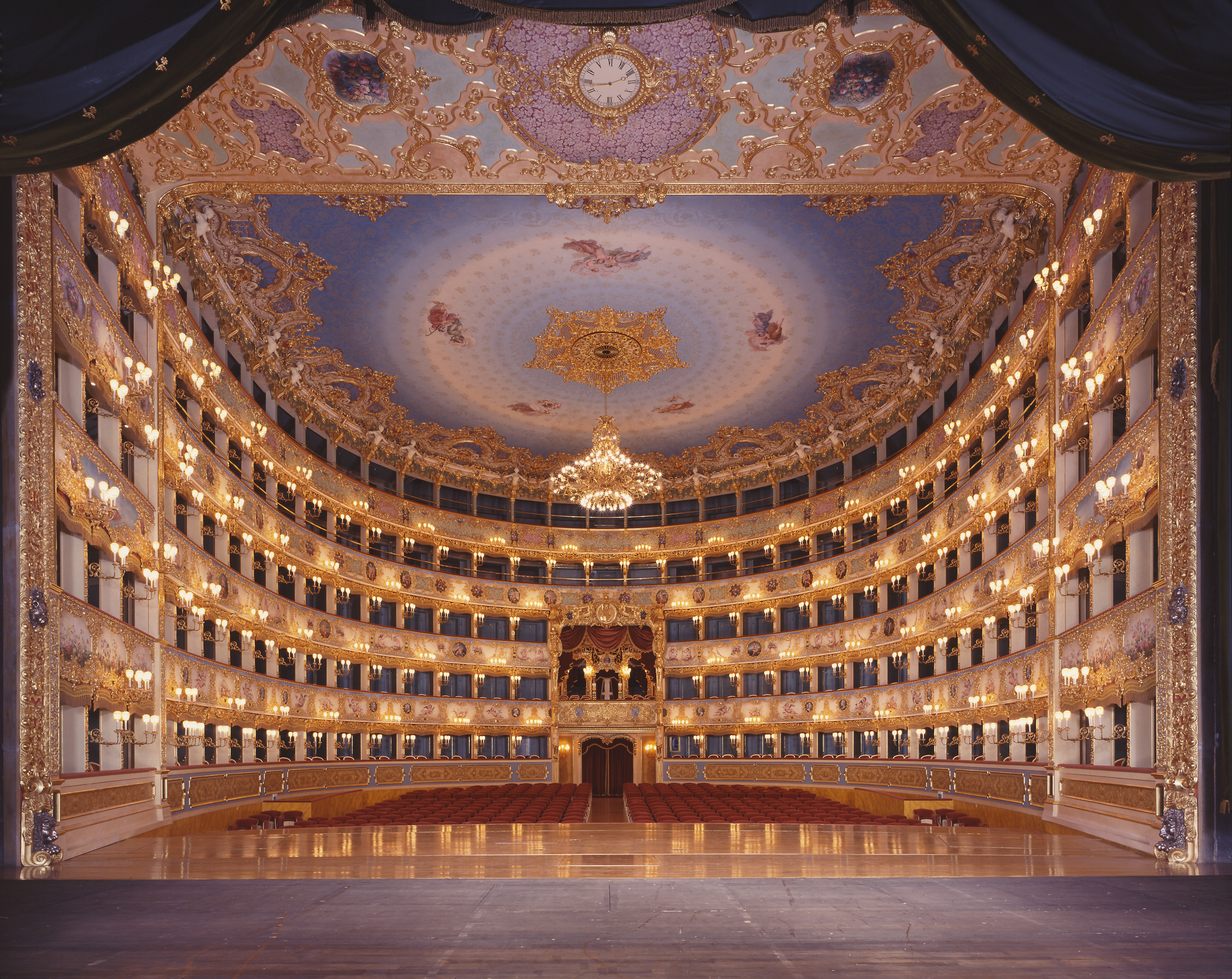
라 페니체

라 페니체(이탈리아어: La Fenice)는 이탈리아 베네치아에 위치한 극장이다.